# 哈特區
哈特區（英語：Hart District），英國英格蘭東南區域漢普郡的一個非都市區（地方第二級區政府），自治市鎮議會所在地，位於菲力特。
哈特區成立於1974年4月1日，根據1972年地方政府法。目前，哈特區下轄21個民政教區。哈特區的居民平均壽命在英國是最長的；另外，根據英格蘭體育委員會統計，哈特區居民發在從事體育健身活動的時間，在英國各區排名前五名。